# Synagoge (Siegburg)
Die Synagoge in Siegburg in Nordrhein-Westfalen wurde 1841 eingeweiht und während des Pogroms am 9. November 1938 durch Brandstiftung zerstört. Die Ruine wurde vor 1945 abgetragen.

## Geschichte
Eine jüdische Gemeinde ist in Siegburg bereits im Mittelalter belegt. Nach Vertreibung der jüdischen Bevölkerung Mitte des 15. Jahrhunderts wurde erst Anfang des 17. Jahrhunderts die erneute Ansiedlung zugelassen. Im 18. Jahrhundert ist ein Betsaal bezeugt. 1841 konnte eine neue Synagoge mit Gemeindezentrum und Frauenbad eingeweiht werden. Das jüdische Gotteshaus wurde im Zuge des Novemberpogroms am frühen Morgen des 10. November 1938 in Brand gesetzt. Das Gebäude brannte aus und wurde zerstört. Die Ruine und die verbleibenden Umfassungsmauern wurden 1940 abgebrochen. Vor Ort ist keinerlei Bausubstanz mehr vorhanden.

## Gedenken
Am einstigen Standort der Synagoge steht seit 1985 (erneuert 1998) ein sechseckiger Brunnen in Form eines Davidsterns. In einem kreisförmigen Textband inmitten der Pflasterung ist zu lesen: Hier stand seit 1841 die Synagoge der jüdischen Gemeinde, der mehr als 300 Mitglieder angehörten. Die Synagoge fiel am 10. November 1938 den Flammen der Pogromnacht - Reichskristallnacht - zum Opfer. Durch die nationalsozialistische Gewaltherrschaft - 1933–1945 - wurde der grösste Teil der Gemeindemitglieder ermordet. Ihr Tod soll uns Mahnung sein.